# Ruricio di Limoges
Ruricio di Limoges (in latino Ruricius; 440 circa – Limoges, 507) è stato uno scrittore e vescovo romano naturalizzato franco, vescovo della diocesi di Limoges.

## Biografia
Appartenne all'aristocrazia gallo-romana del V secolo; la sua famiglia aveva legami con la gens Anicia, una delle più prestigiose e importanti famiglie aristocratiche di Roma. La sua discendenza è dibattuta tra gli studiosi. Secondo R.W. Mathisen era figlio di un Costanzo e di una Leonzia, dato che questo studioso identifica il nonno paterno di Ruricio con Costanzo Felice e sua madre con un membro della famiglia aristocratica dei Pontii Leontii di Burdigalia, in Aquitania; l'indizio della discendenza da Felice sarebbe la presenza di un suo dittico consolare a Limoges e il fatto che un figlio di Ruricio ebbe quel nome, quello del nome della madre il fatto che un figlio e il fratello di Ruricio portavano quel nome. Secondo un altro studioso, Settipani, la madre di Ruricio era una Pontia Leontia, mentre il padre non era discendente di Costanzo Felice; il nome "Costanzo" sarebbe stato aggiunto per errore.  Gli studiosi Mommaerts e Kelley, infine, propongono di identificare il padre di Ruricio con un anonimo proconsole africano identificato da Sidonio Apollinare in una sua lettera come il padre di un certo Camillo; questa identificazione farebbe di Ruricio il fratello di Camillo e Firmino di Arelate. Se da una parte non vi sono nomi collegabili a Firmino nei diretti discendenti di Ruricio e non vi sia un proconsole africano tra i figli di Petronio Massimo, le lettere di Ruricio dimostrano i suoi stretti legami con Arelate, mentre il nome Firmino entrò nella famiglia di Tonanzio Ferreolo dopo il suo matrimonio con Papianilla, che i due studiosi identificano con una sorella di Ruricio.
Della sua cerchia di amici, tutti aristocratici e tutti letterati, vi furono Sidonio Apollinare, praefectus urbis di Roma nel 468 e vescovo di Clermont, Alcimo Ecdicio Avito, vescovo di Vienne, e Magno Felice Ennodio, vescovo di Pavia; di loro tutti si sono conservate molte lettere, che permettono di ricostruire i rapporti aristocratici della Gallia del V secolo.
Si unì in matrimonio alla nobile Iberia (Sidonio Apollinare, come si conveniva per gli eventi straordinari, componendo per l'occasione un epitalamio), ma attorno al 477 decise di dedicarsi alla vita religiosa. Probabilmente grazie alle amicizie nell'aristocrazia, nel 485 divenne vescovo di Limoges, dove morì nei primi anni del VI secolo.

## Opere
Sotto il suo nome ci è stata tramandata una raccolta di 82 lettere, divise in due libri, che contribuisce a farci conoscere meglio l'ambiente religioso e pastorale della Gallia contemporanea: diverse per estensione, per destinatari e per contenuto (da esortazioni pastorali a raccomandazioni, da intercessioni a rimproveri), le lettere di Ruricio sono dominate decisamente dalla cura formale e dagli artifici retorici, in cui le citazioni degli autori classici si mescolano con numerosi riferimenti alla Sacra Scrittura. Unica è poi la lettera 19 del II libro, perché si tratta di un testo poetico in endecasillabi faleci. Praticamente assenti sono le allusioni alla problematica situazione storico-politica contemporanea, in cui le invasioni barbariche rappresentavano una minaccia anche per molti vescovi.